# Джанелидзе, Миндия
Миндия Джанелидзе, (груз. მინდია ჯანელიძე; род. 21 июля 1978, Тбилиси, Грузинская ССР, СССР) — министр обороны Грузии с 4 ноября 2014 по 1 мая 2015 года.

## Биография[1]
Родился 21 июля 1978 года в Тбилиси. По образованию юрист, закончил Государственную академию безопасности Грузии (2000).
Профессиональные курсы:
2006 — американско-грузинская совместная программа в области безопасности (Вашингтон, округ Колумбия, США);
2008 — Грузино-французская совместная программа в области безопасности (Тбилиси, Грузия);
2012 — Грузино-британская совместная программа в области безопасности (Тбилиси, Грузия).
Опыт Работы:
2000—2004 — Сотрудник оперативной службы в Службе внешней разведки Грузии;
2004—2007 — Начальник отдела оперативной службы в Службе внешней разведки Грузии;
2007—2008 — Заместитель начальника отдела оперативной службы в Службе внешней разведки Грузии;
2008—2012 — Начальник отдела информационного директората в Службе внешней разведки Грузии;
2012—2014 — Директор Департамента контрразведки в Министерстве внутренних дел Грузии;
С января 2014 по ноябрь 2014 года — помощник Премьер-министра Грузии по государственным вопросам безопасности; Госсекретарь Совета безопасности и управления в кризисных ситуациях;
С 4 ноября 2014 по 1 мая 2015 года — министр обороны Грузии.
Знание языков: грузинский, английский, русский, турецкий.

## Государственные награды
Орден Чести и Медаль «за высокий профессионализм».